# Puvirnituq
Puvirnituq (em inuktitut:  ᐳᕕᕐᓂᑐᖅ) é uma vila do norte (comunidade inuíte) em Nunavik, no rio Povungnituk perto de sua foz na Baía de Hudson no norte de Quebec, Canadá. Sua população era de 2 129 no censo canadense de 2021.
De todas as outras aldeias do norte em Nunavik, apenas Ivujivik e Puvirnituq não têm nenhuma terra reservada inuíte com o mesmo nome associada a ela.
O nome significa "putrifado". O nome teria surgido depois que uma epidemia matou a maioria dos moradores da área a ponto de não haver pessoas suficientes para enterrar os mortos, permitindo que os corpos expostos se decompusessem, exalando um cheiro pútrido.
Puvirnituq é o centro de aviação da costa da Baía de Hudson. O Aeroporto de Puvirnituq opera voos programados de e para todas as outras comunidades costeiras da Baía de Hudson em Quebec, Montreal e Ottawa. Não é acessível por estrada.
Os serviços policiais em Puvirnituq são prestados pelo Serviço de Polícia de Nunavik.

## História

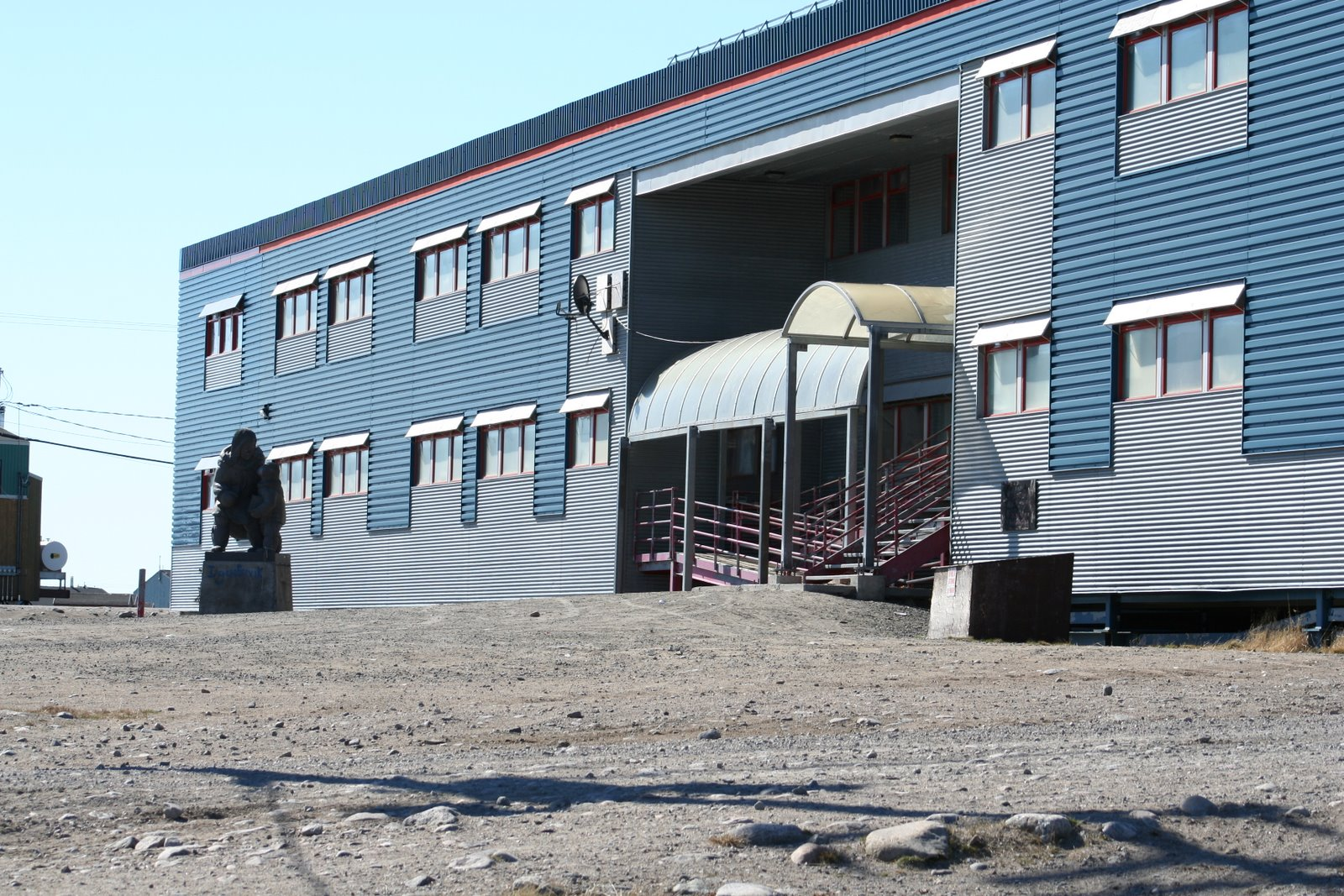
Escola Iguarsivik em Puvirnituq

Em 1921, a Companhia da Baía de Hudson (CBH) estabeleceu um posto comercial na vila, conhecido como Povungnituk e frequentemente abreviado para Pov. Isso atraiu o assentamento de inuítes que vivem na região. Em 1951, a CBH abriu um armazém geral. O fechamento de lojas da CBH em outras aldeias próximas levou a um influxo inuíte para Puvirnituq.
Uma missão católica foi fundada em 1956, o que encorajou os residentes a formar a Associação dos Escultores de Povungnituk dois anos depois. Mais tarde, tornou-se a Associação Cooperativa de Povungnituk e foi fundamental para auxiliar, desenvolver e comercializar a arte inuíte. Seu sucesso inspirou outras comunidades inuítes a formar cooperativas semelhantes, a maioria das quais agora compõem a Federação de Cooperativas do Norte de Quebec. Leah Nuvalinga Qumaluk estava entre os artistas que trabalhavam na cooperativa.

## Demografia
No censo populacional de 2021 realizado pela Statistics Canada, Puvirnituq tinha uma população de 2 129 vivendo em 547 de suas 697 residências particulares totais, uma mudança de 19,7% em relação à população de 1.779, de 2016. Com uma área de 81,61 quilômetros quadrados, tinha uma densidade populacional de 26,1 quilômetros quadrados em 2021.

## Educação
O Kativik School Board opera três escolas em Puvirnituq. Escola Primária Ikaarvik para K-3, Escola Primária-Secundária Iguarsivik para as séries 4 a 5 Secundário e o Centro de Educação de Adultos.

## Pessoas notáveis
A cantora inuíte e ativista Shina Novalinga (nascida em 1998), uma personalidade da mídia social inuque ganhou fama por postar vídeos cantando garganta com sua mãe no TikTok e Instagram. Em agosto de 2022, ela tinha mais de quatro milhões de seguidores no TikTok e mais de dois milhões de seguidores no Instagram. Outras pessoas de Puvirnituq incluem Mary Pudlat (1923–2001), uma artista visual.

## Galeria

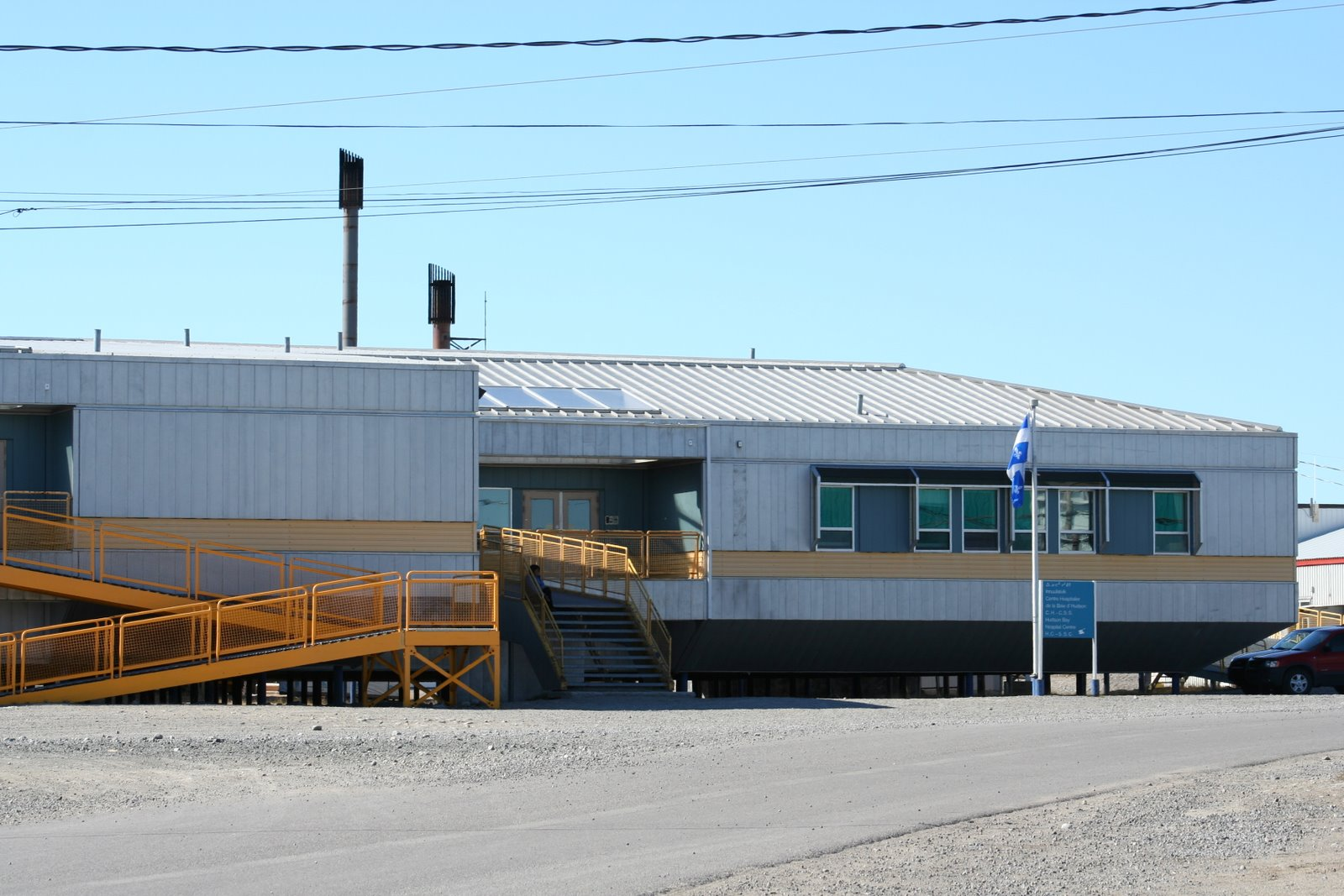
Hospital
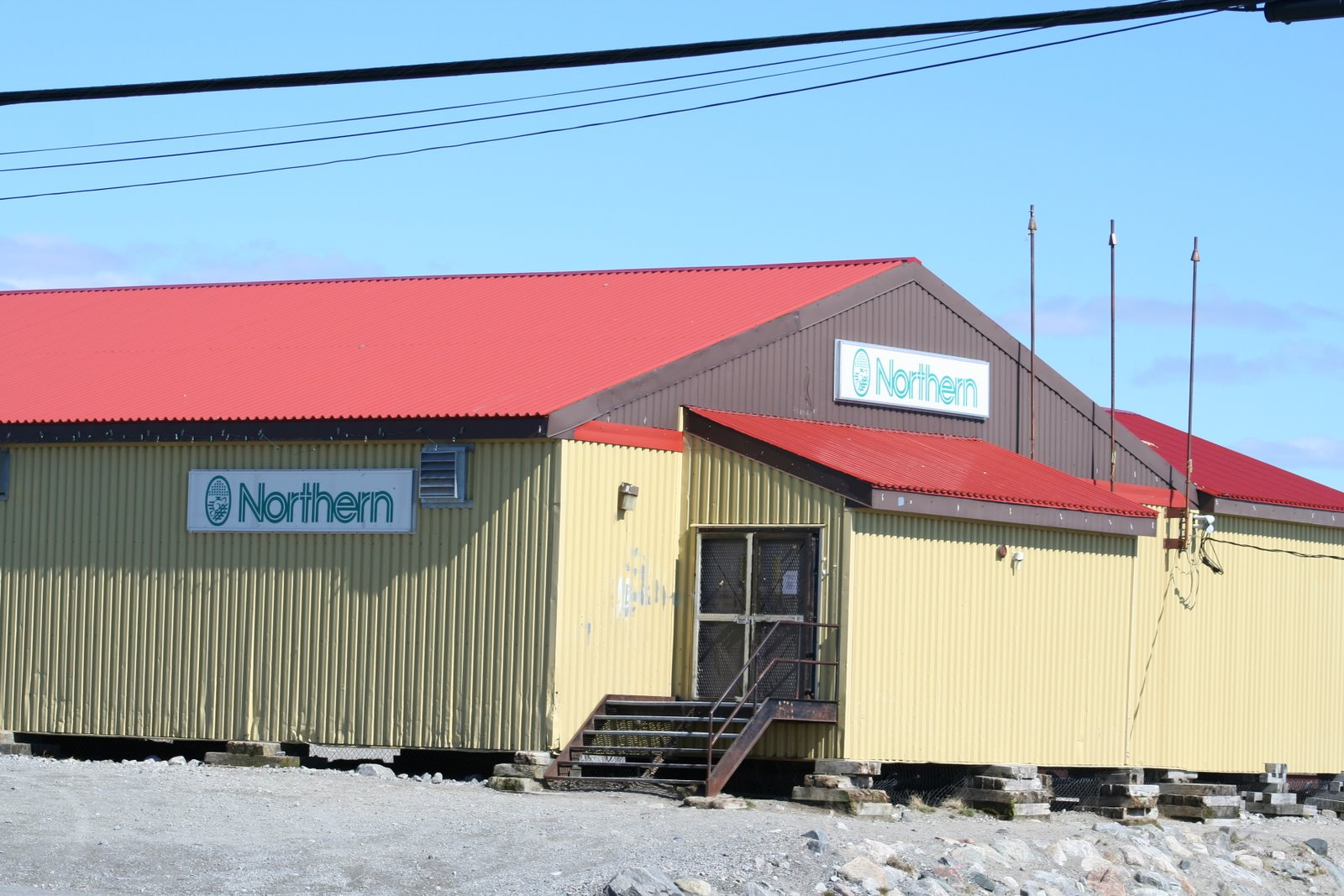
Loja do Norte
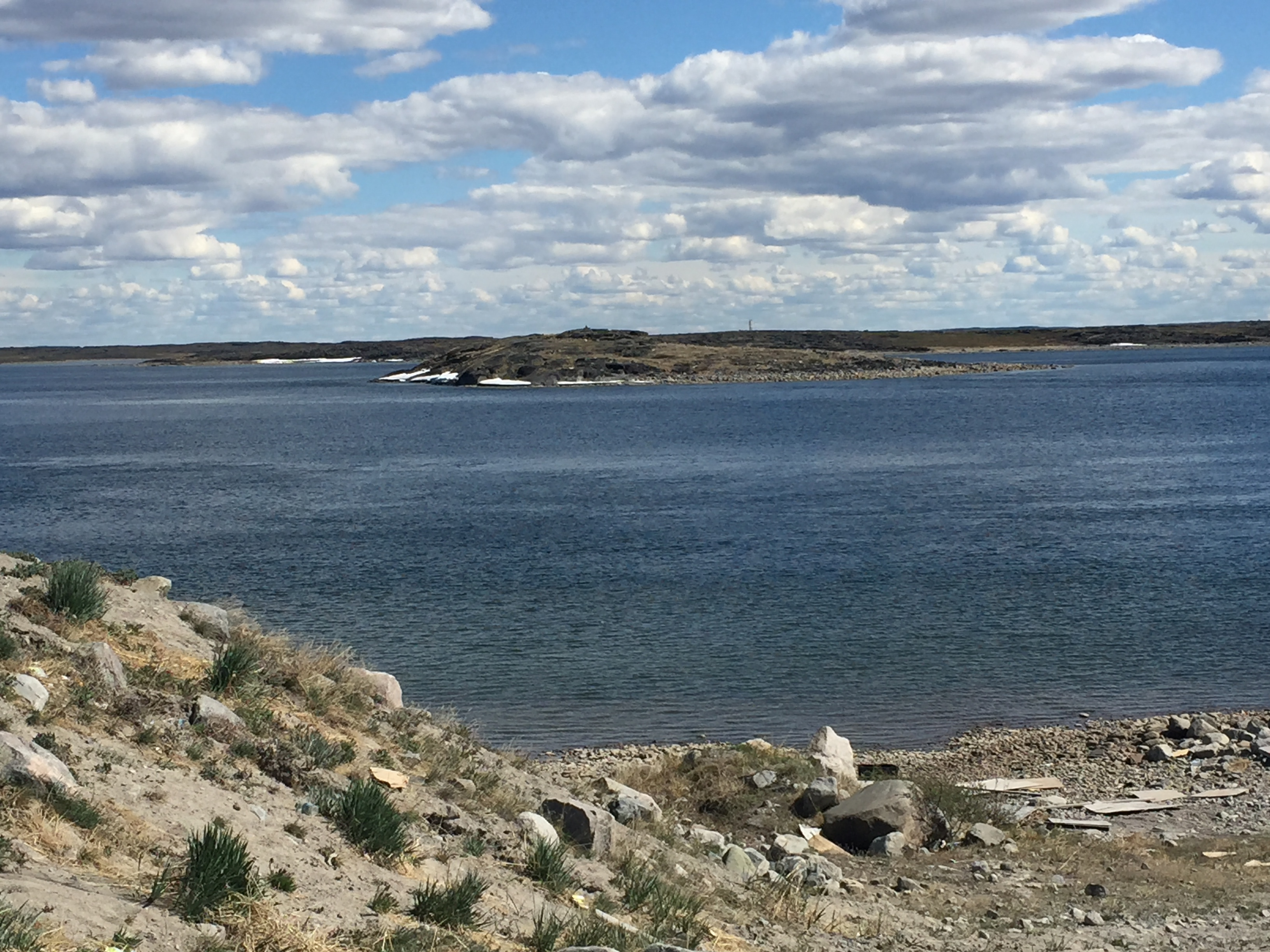
Vista do rio Puvirnituq
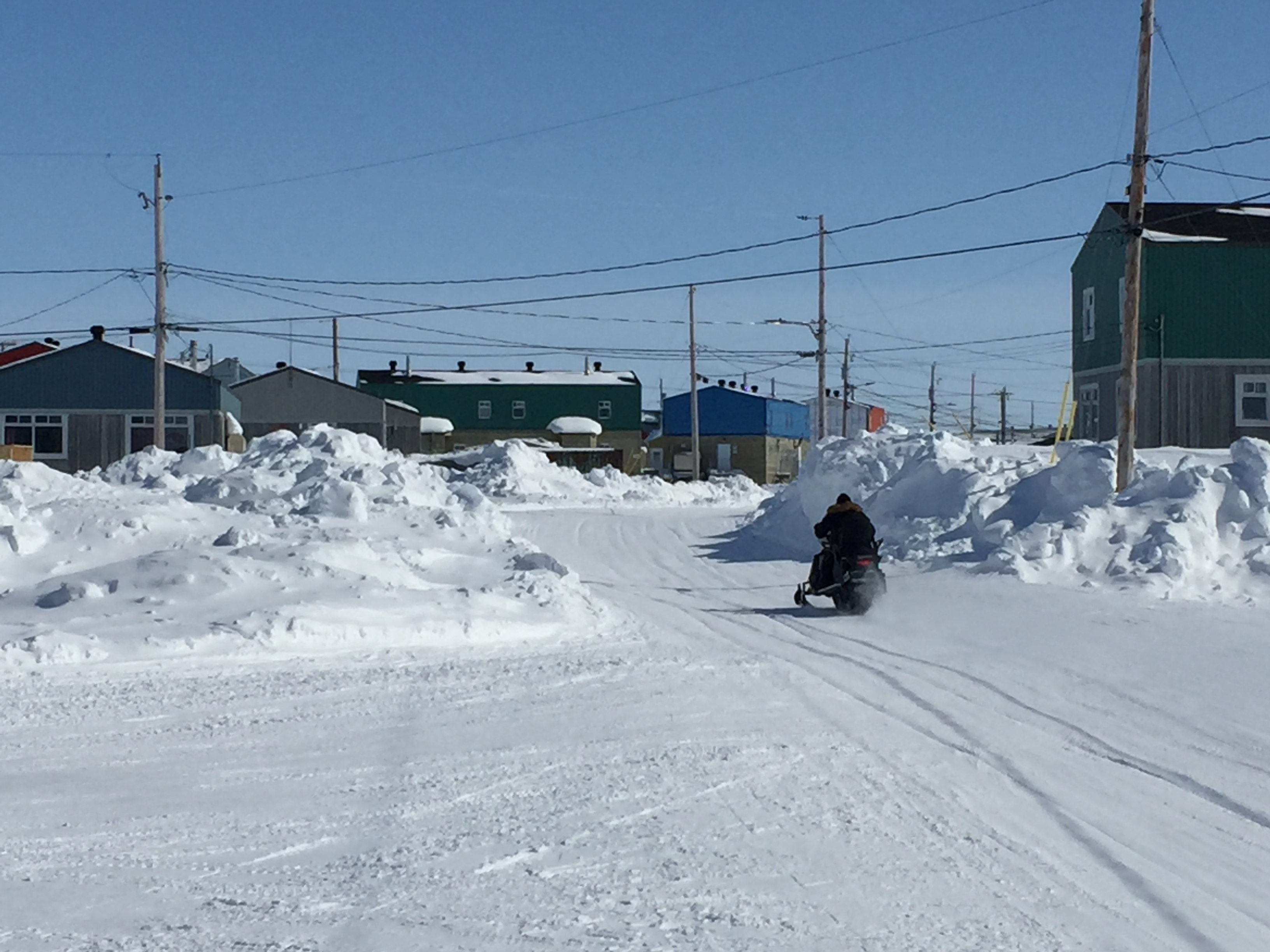
Vista da rua no inverno
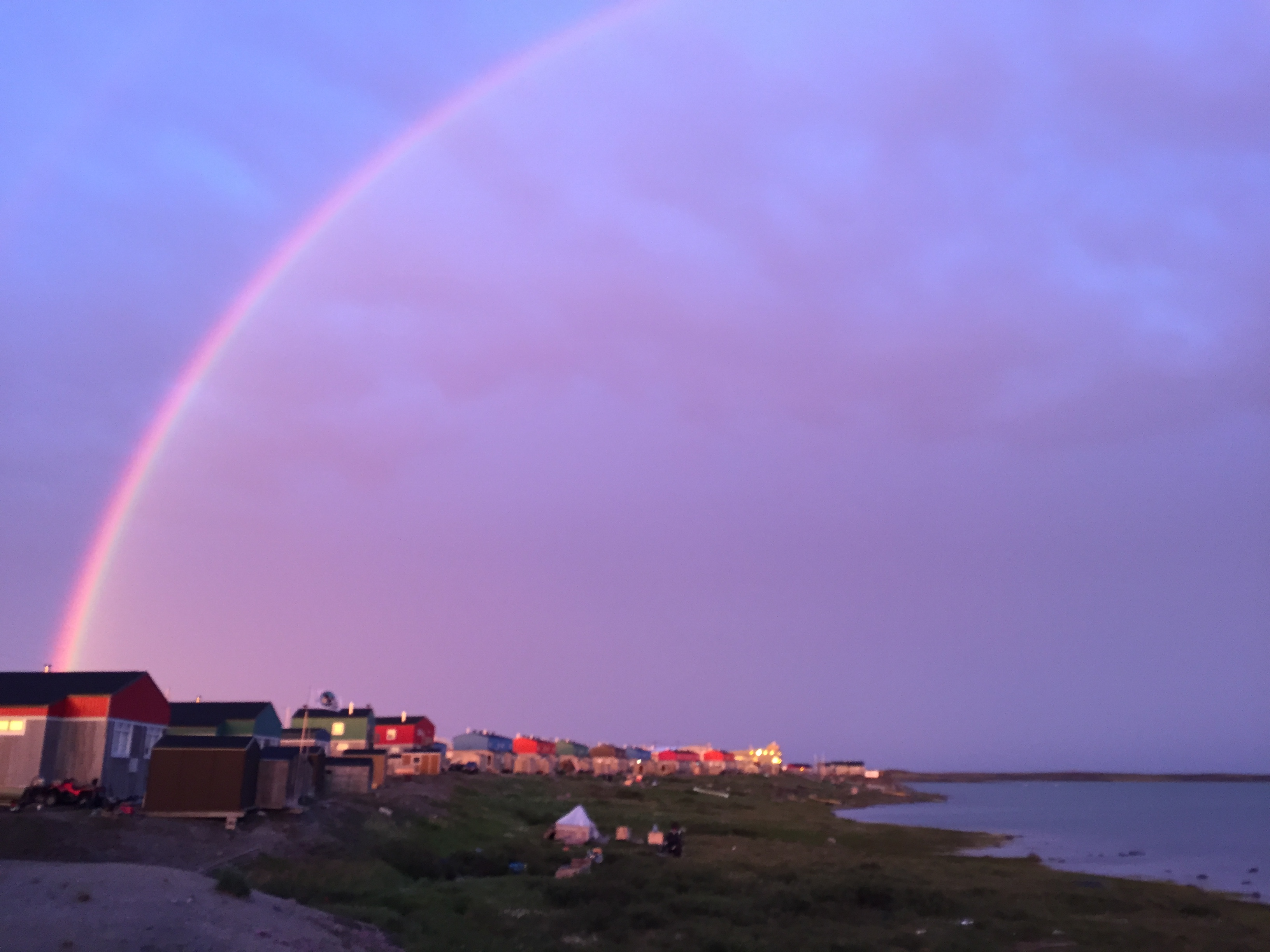
A aldeia perto da margem norte do rio Puvirnituq
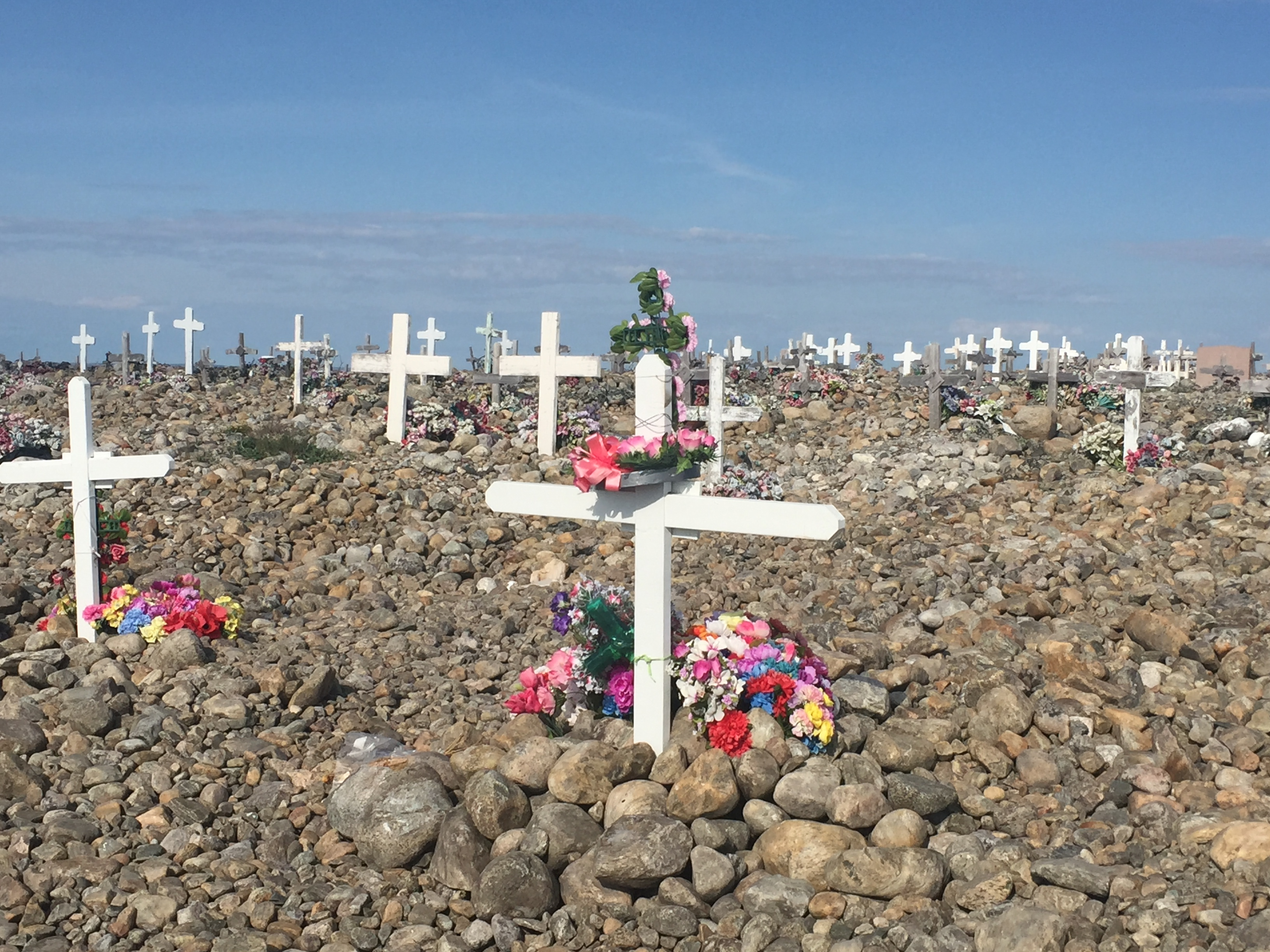
Cemitério de Puvirnituq